# آینه‌ها (ترانه ناتالیا کیلز)
«آینه‌ها» (به انگلیسی: Mirrors) ترانه‌ای از خوانندهٔ انگلیسی تدی سینکلر می‌باشد که در نخستین آلبوم استودیویی وی تحت عنوان کمال‌گرا (۲۰۱۱) قرار دارد و در ۱۰ اوت سال ۲۰۱۰ از سوی چری‌تری رکوردز به‌عنوان تک‌آهنگ اصلی آلبوم منتشر گردید. سینکلر در این ترانه به مضامین مختلفی از جمله سادومازوخیسم جنسی و تکبر اشاره می‌کند.